# Arthur von Briesen
Pour les articles homonymes, voir Briesen.
Arthur von Briesen  (26 septembre 1891 à Metz - 15 mai 1981 à Constance) est un général allemand de la Seconde Guerre mondiale. Il a été commandant de Prague de 1939 à 1944.

## Biographie
Le Generalmajor Arthur von Briesen naît le 26 septembre 1891, à Metz, une ville de garnison animée d'Alsace-Lorraine. Avec sa ceinture fortifiée, Metz est alors la première place forte du Reich allemand, constituant une pépinière d'officiers supérieurs et généraux. Comme ses compatriotes Eugen Müller et Otto Krueger, le jeune Arthur se tourne naturellement vers le métier des armes. Il s'engage donc le 24 mars 1909. D’abord Fähnrich, aspirant, au 52e régiment d'artillerie de campagne, Arthur von Briesen est détaché en 1913 comme Leutnant, sous-lieutenant, au 18e régiment d'uhlans. 

### Première Guerre mondiale
Lorsque la Première Guerre mondiale éclate, il est transféré dans ce régiment, auquel il appartient jusqu'en 1916. Ensuite, Briesen est premier officier d'ordonnance à l'état-major de la 40e division d'infanterie. Le 15 mai 1916, Briesen est promu lieutenant et à partir de 1917, il est affecté à différents états-majors. D'abord à l'état-major du 19e corps d'armée (de), puis à l'état-major de la 53e division de réserve, à l'état-major du 12e corps d'armée ainsi qu'en dernier lieu à l'état-major général de la 3e armée.

### Entre-deux-guerres
Le 15 septembre 1919, Arthur von Briesen est transféré dans les services de police. Il fait alors carrière dans les services de police. Le 1er octobre 1934, Arthur von Briesen réintègre l’armée, avec le grade de Major, commandant. Le commandant von Briesen sert à Rostock dans un régiment d’infanterie jusqu’en octobre 1935. Il prend le commandement du 3e bataillon du 27e régiment d’infanterie le 15 octobre 1935, poste qu’il occupe en tant que lieutenant-colonel jusqu’en novembre 1938. Promu Oberst, colonel, le 1er avril 1938, von Briesen est affecté le 10 novembre 1938 à l’état-major du 27e régiment d’infanterie.

### Seconde Guerre mondiale
Le 1er mai 1939, le colonel von Briesen est nommé commandant de la ville de Prague. Promu Generalmajor, général de brigade, le 1er octobre 1942, von Briesen occupera ce poste jusqu’au 15 février 1944. Mis en disponibilité du 15 février 1944 au 12 mars 1944, le général von Briesen est nommé commandant de la place de Brody, en Ukraine, le 12 mars 1944. Le 2 mai 1944, von Briesen est affecté au quartier général de la Wehrmacht, en Italie, pour suivre une nouvelle formation. Du 15 juillet 1944 au 3 novembre 1944, le général von Briesen est affecté au quartier général des troupes stationnées en Bohême-Moravie. Mis en disponibilité le 31 décembre 1944, le général von Briesen part en captivité le 8 mai 1945. Il est libéré par les Alliés le 22 avril 1947.
Arthur von Briesen meurt le 15 mai 1981 à Constance, en Allemagne.

## État des services
- Charakter als Fähnrich (24 mars 1909);
- Fähnrich (18 octobre 1909);
- Leutnant (22 août 1910);
- Oberleutnant (15 mai 1916);
- Charakter als Rittmeister (15 septembre 1919);
- Polizei-Oberleutnant (15 septembre 1919);
- Polizei-Hauptmann (1er août 1920);
- Polizei-Major (1er décembre 1933);
- Major (1er octobre 1934);
- Oberstleutnant (1er décembre 1935);
- Oberst (1er avril 1938);
- Generalmajor (1er octobre 1942)

## Décorations
- Ritterkreuz des kgl. Preuss. Hausordens von Hohenzollern mit Schwertern
- Spange zum Eisernen Kreuz 1939, 1re et 2e classes
- Eisernes Kreuz 1914, 1re et 2e classes
- Ehrenkreuz für Frontkämpfer
- Wehrmacht-Dienstauszeichnung 1re classe
- Österr. Kriegs-Erinnerungs-Medaille mit Schwertern
- Kgl. Ungar. Kriegs-Erinnerungs-Medaille mit Schwertern
- Kriegsverdienstkreuz mit Schwertern, 1re et 2e classes